# Andrena nox
Andrena nox (лат.) — вид пчёл рода Andrena из семейства Andrenidae. Турция, юго-восток, провинция Хаккяри. Видовое название происходит от латинского слова nox, означающего ночь или темноту, в связи с темным опушением этого вида.

## Описание
Длина более 1 см (до 14 мм). Andrena nox можно распознать как среднего размера представителя подрода Melandrena с темными волосками на голенях, регулярно пунктированными дисками тергитов и металлически-синими отблесками на тергитах, но одновременно без боковых пятен белого опушения, что сближает его с A. cineraria, A. barbareae и A. danuvia. В то время как все эти три вида имеют белые волоски в передней и задней части мезосомы с черными волосками медиально, что создает полосатый вид, у A. nox мезосомальные волоски полностью черные, что обеспечивает немедленное разделение. В структурном отношении у A. nox A3 немного короче A4+5 (длиннее A4+5 у A. cineraria и A. danuvia, субравно A4+5 у A. barbareae), передние крылья обширно инфумированы, инфума распространяется на радиальную и кубитальную ячейки (эти ячейки гиалиновые у A. barbareae и A. danuvia), а тергиты с сильным синим металлическим отблеском (темные у A. barbareae и A. cineraria, сильно металлические и почти синие у A. danuvia). И A. nox, и A. barbareae встречаются в симпатрии в восточной Турции, и в ограниченном материале, доступном для изучения, не удалось обнаружить интермедиальных форм. Поэтому считается, что Andrena nox отличается от A. barbareae, а не просто представляет собой меланическую форму окраски этого таксона.
Andrena nox был впервые описан в 2023 году и относится к подроду Melandrena, сходен с видами A. barbareae, A. cineraria и A. danuvia.